# Pullet Surprise
 (juillet 2025).
Pour plus de détails, voir Fiche technique et Distribution.
Pullet Surprise est un court métrage d'animation de la série Looney Tunes réalisé par Darrell Van Citters qui met en scène Charlie le coq. Le court métrage a été diffusé pour la première fois le 26 mars 1997.

## Fiche technique
- Réalisation : Darrell Van Citters
- Scénario : Stephen Fossati, Darrell Van Citters et Dean Wellins
- Production : Warner Bros. Cartoons
- Musique originale : Cameron Patrick, Dominick Certo et J. Eric Schmidt
- Montage : Julie Ann Lau
- Format : 35 mm, ratio 1.37 :1, couleur Technicolor, mono
- Durée : 7 minutes
- Pays :  États-Unis
- Langue : anglais
- Genre : animation
- Distribution : 
  - 1997 : Warner Bros. Pictures cinéma
  - 2020 : Warner Home Video DVD
- Date de sortie : 
  - États-Unis : 26 mars 1997

## Distribution
- Charlie le coq
- VO par Frank Gorshin (voix)
- Pete Puma
- VO par Stan Freberg (voix)